# Justo Gallego Martínez

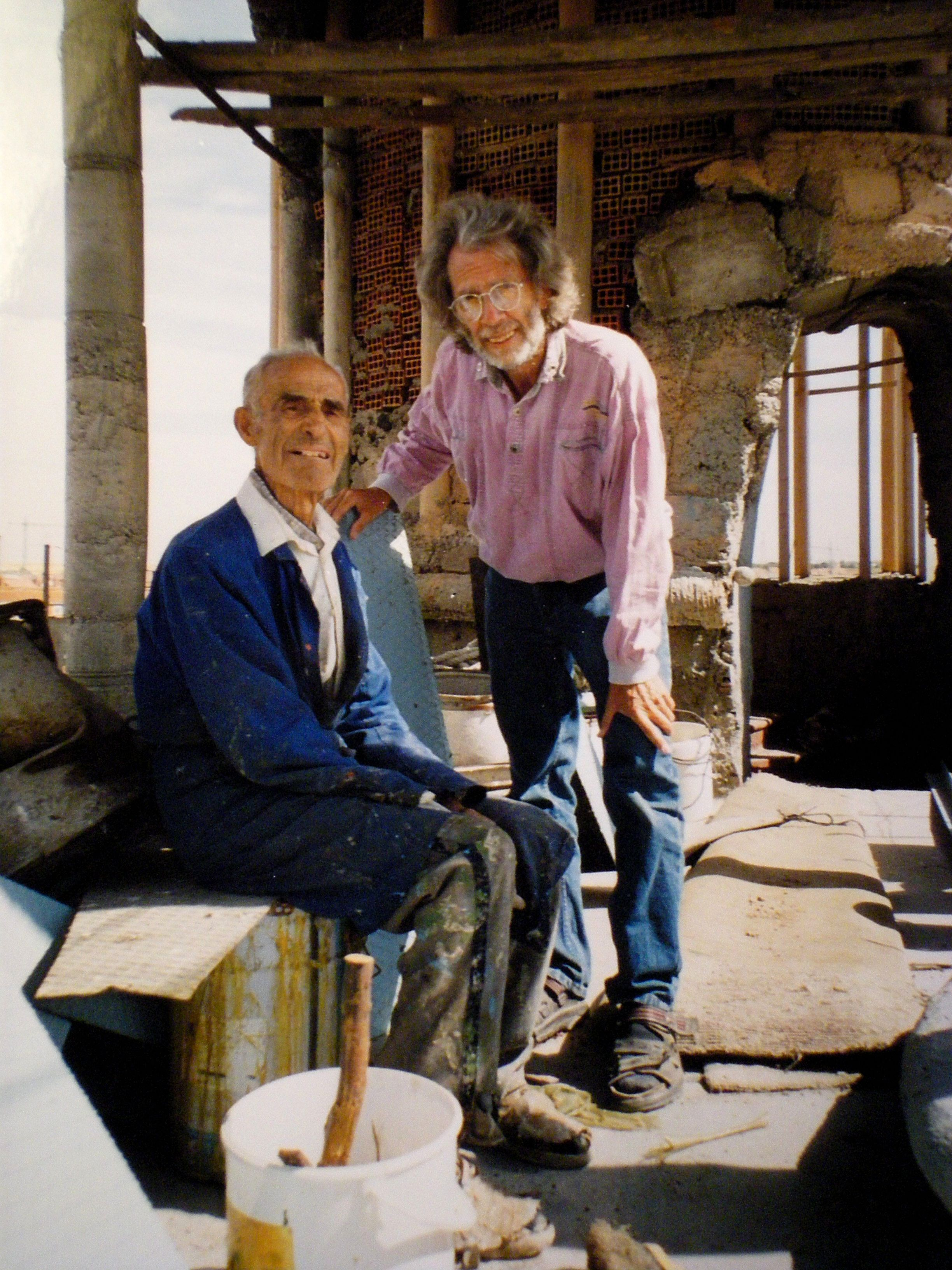
Justo l'any 2003 amb l'artista alemany Ulrich Brinkhoff a la teulada de la catedral

Justo Gallego Martínez (Mejorada del Campo, Madrid, 20 de setembre de 1925 - 28 de novembre de 2021) fou un pagès espanyol que construí la seva pròpia catedral al seu poble natal.

## Biografia
Fill de pagesos amb uns terrenys, va ingressar als 27 anys (el 1952 o 53) al convent cistercenc de clausura de Santa María de Huerta, a la Província de Sòria, però va haver d'abandonar-lo sense arribar a fer els vots uns vuit anys més tard, quan va contreure tuberculosi i el van expulsar per evitar al contagi. Va estar guarint-se un any, va tornar al convent, però els altres monjos el miraven amb recel i va haver d'abandonar-lo per sempre. En aquell moment, va fer un vot a la Verge del Pilar que si es curava, construiria una catedral al seu honor, i heus aquí l'origen de tot plegat, és a dir, l'obra a què va dedicar tota la seva vida a partir d'aquell moment.
Morí la tardor de 2021.

## La catedral d'en Justo
En Just, que no era arquitecte de formació, començà a construir la seva catedral el 1961, 62 o 63 amb les seves pròpies mans, en uns terrenys que havia heretat dels seus pares, sense el suport de l'Església catòlica. Justifica la seva catedral en la fe que té en Crist i la dedicà a «la nostra Senyora del Pilar, Mare de Déu». La cúpula té 35 o 40 metres d'alçada, però les torres podrien arribar a superar-la, i l'edifici ocupa una parcel·la de més de 4.700 metres quadrats, i té una superfície construïda d'uns 8.000 m².
Ho ha fet gairebé tot sol, amb una mica d'ajuda dels seus sis nebots i de voluntaris eventuals. En ocasions, va contractar els serveis d'especialistes amb els seus propis diners. Finançà el seu treball llogant o venent terrenys heretats i amb donacions que rebia de tant en tant. Durant els últims 20 anys de la seva vida també va rebre l'ajuda d'un amic i assistent, n'Ángel López.
No hi havia plans dibuixats ni projecte aministratiu de l'obra, ja que en Justo Gallego deia tenir-ho «tot al cap». Tampoc tenia coneixements especialitzats en obra ni arquitectura, ja que fins i tot va haver d'abandonar els seus estudis primaris a causa de l'esclat de la guerra civil espanyola. Segons explicava el mateix Just als visitants que s'apropen a contemplar la seva obra, va obtenir els coneixements necessaris a través de llibres sobre catedrals i castells.
La major part dels materials de construcció que utilitzava eren reciclats. Usava tant objectes de la vida diària com materials rebutjats per les constructores i per una fàbrica de maons propera. Per fer les columnes va fer servir com a motlles uns bidons de gasolina vells, i una roda de bicicleta fa de politja.
La seva obra el va portar a protagonitzar el 2005 un anunci publicitari de televisió per a la marca de refrescos Aquarius. Va cobrar 36.000 euros per cedir la catedral durant tres dies de rodatge i per participar-hi. El 2006, fotografies de la seva obra van formar part de l'exposició "On-Site: New Architecture in Spain", al Museu d'Art Modern de Nova York (MoMA).
El seu lema era «servir primer a Déu, després al proïsme, i finalment a mi mateix» i per això va començar una catedral sense més coneixements que els llegits en llibres antics, molts d'ells en llatí. El 2006, Gallego va assegurar que prop de 2.000 persones van cada estiu a visitar la catedral, i són molts els estudiants, sobretot estrangers, que l'ajuden en aquesta època.

## Documentals
- 2001: Die Baustelle des Herrn / Le Chantier de Dieu, documental (26 minuts) de Peter Moers i Jörg Daniel Hissen, Medientkontor, 360 Geo Reportage / Arte TV, 2001.[5][11][12]
- 2006: Discovery Channel Llatinoamèrica, en la seva secció «Moments Discovery» entre comercials, emetia durant l'any 2006 un documental d'aproximadament tres minuts, on Don Just explica les visions en la seva catedral i esmenta la seva poca experiència amb l'enginyeria o l'arquitectura, exposant la seva fe com a motor del projecte, (castellà).
- 2009: The Madman and the Cathedral / El loco de la catedral, documental britànic-espanyol de James Rogan (20 minuts), 2009 (castellà), explicacions escrites i subtítols en anglès.[13][14]
- 2009: Catedral, documental d' Aliocha Allard i d'Alessio Rigo de Righi (20 minuts), (castellà), explicacions escrites i subtítols en anglès (Regne Unit[15] o França[16][17] o Itàlia/França/Espanya[18]). Ha guanyat diversos premis.[18]
- 2016:  Ser Justo. La catedral de todos, documental (26:19 minuts), canal RT, canal de Rússia en castellà, 2016 (castellà).
- 2020: Pan Seco Arxivat 2022-01-23 a Wayback Machine., documental (España, 2020). Direcció: Román Cadafalch y Cadhla Kennedy. Durada: 74 min. Disponible a la plataforma Filmin (castellà sense subtítols a 2024)
- 2021: Las tentaciones de Justo (RTVE, 1'05"), dirigida per Miryam Pedrero Aristizábal i Diego Herrero.[19] (castellà sense subtítols a 2024)
- 2022: The Cathedral / Katedra dirigit per Denis Dobrovoda, Kolsa Films, Eslovàquia (1'14", o 87")[20] (castellà amb subtítols en anglès) - rep diversos premis i acceptat a un bon nombre de festivals.[21]